# Orconectes inermis
Orconectes inermis är en kräftdjursart som beskrevs av Cope 1872. Orconectes inermis ingår i släktet Orconectes och familjen Cambaridae. IUCN kategoriserar arten globalt som livskraftig.

## Underarter
Arten delas in i följande underarter:
- O. i. inermis
- O. i. testii